# Mansión de Šēnheida
La Mansión de Šēnheida, también llamada Mansión de Šengeida (en alemán: Schönheyden), es una casa señorial en Šengeida (Šēnheida), parroquia de Skrudaliena, municipio de Augšdaugava en la región de Selonia de Letonia.

## Historia
Desde 1749 hasta 1920, cuando empezó la reforma agraria, la propiedad perteneció a la familia Engelhardt. Después de que la reforma agraria dividiera la finca, la familia Engelhardt retuvo la propiedad de la casa señorial. Los alemanes del Báltico continuaron coordinando actividades en su antigua propiedad hasta que emigraron a Alemania en 1939. Después de la Segunda Guerra Mundial, la mansión fue utilizada para almacenar grano. En la actualidad ocho familias viven en el edificio.